# Biserica de lemn din Zăbala

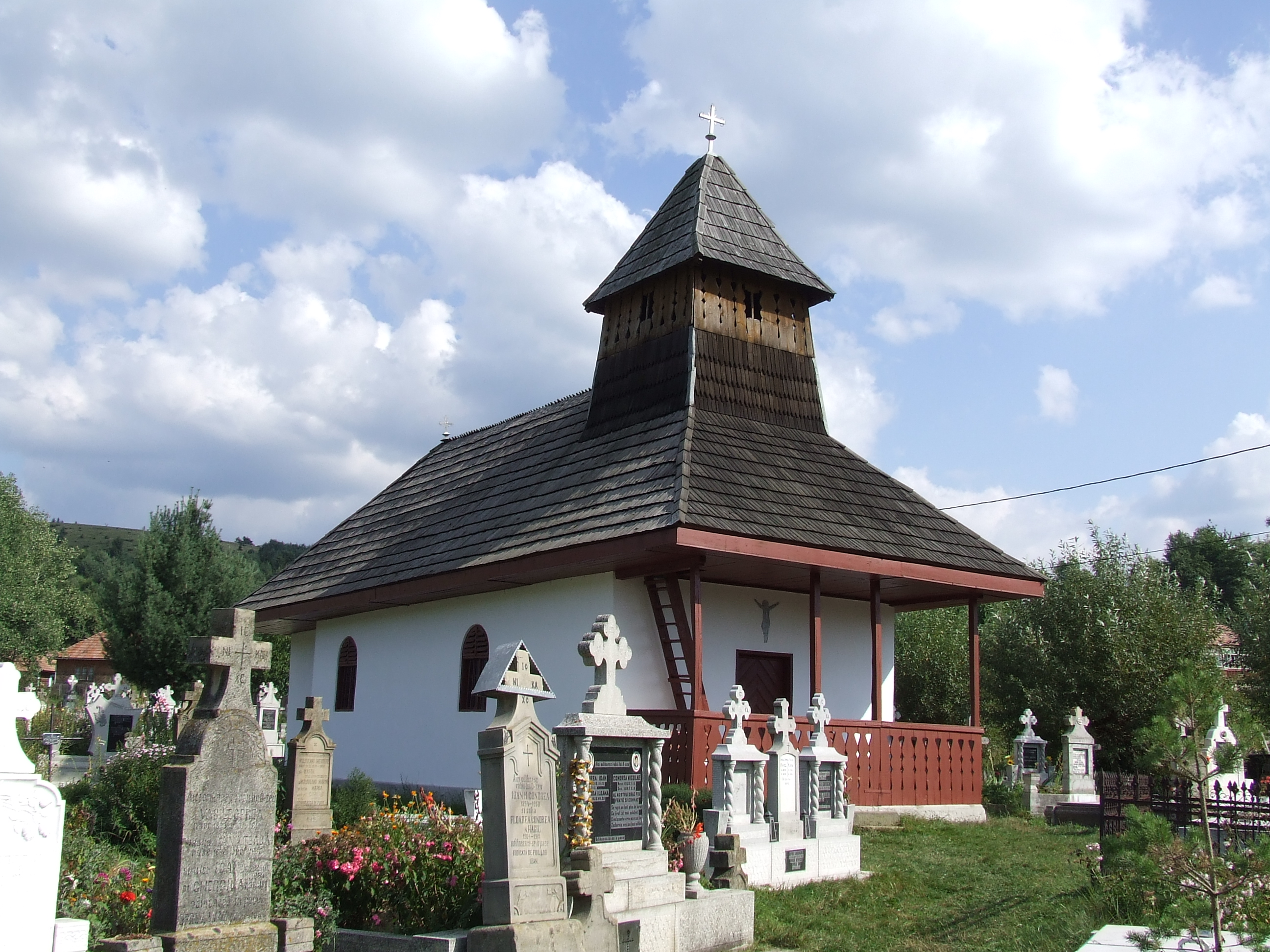
Biserica de lemn din Zăbala, județul Covasna, 2009

Biserica de lemn din Zăbala, aflată în satul cu același nume din comuna Zăbala, județul Covasna este datată din anul 1777. Are hramul Adormirea Maicii Domnului și este înscrisă pe noua listă a monumentelor istorice sub codul  CV-II-m-A-13327.